# Helmut Heinhold
Helmut Heinhold (født 1. juli 1927 i Bremen, død 7. november 2008 i Herne) var en tysk roer, født i Bremen.
Heinhold vandt sammen med Heinz Manchen og styrmand Helmut Noll det tyske mesterskab i 1952 i toer med styrmand. Dermed kvalificerede de sig til OL 1952 i Helsinki, og her blev de efter at have vundet deres indledende heat nummer to i semifinalen og  kvalificerede sig til finalen efter sejr i semifinaleopsamlingsheatet. I finalen var den franske båd suveræn og vandt guld, mens tyskerne noget overraskende vandt sølv foran Danmark på tredjepladsen.
For deres sølvmedalje modtog Noll, Manchen og Heinhold Silbernes Lorbeerblatt, den højeste sportspris i Tyskland, i slutningen af 1952. Manchen og Heinhold blev tyske mestre i toer med styrmand i 1953 og 1954, men med andre styrmænd, og de vandt også EM-sølv i 1953.

## OL-medaljer
- 1952:  Sølv i toer med styrmand